# Beta Delphini
Beta Delphini (Rotanev, Rotanen, Venator, 6 Delphini) é uma estrela binária na direção da Delphinus. Possui uma ascensão reta de 20h 37m 32.87s e uma declinação de +14° 35′ 42.7″. Sua magnitude aparente é igual a 3.64. Considerando sua distância de 97 anos-luz em relação à Terra, sua magnitude absoluta é igual a 1.26. Pertence à classe espectral F5IV. É um sistema binário espetroscópico.